# Pine Castle
Pine Castle és una concentració de població designada pel cens dels Estats Units a l'estat de Florida. Segons el cens del 2000 tenia 8.803 habitants.

## Demografia
Segons el cens del 2000, Pine Castle tenia 8.803 habitants, 3.130 habitatges, i 2.228 famílies. La densitat de població era de 1.297,3 habitants/km².
Dels 3.130 habitatges en un 35,6% hi vivien nens de menys de 18 anys, en un 46,4% hi vivien parelles casades, en un 16,2% dones solteres, i en un 28,8% no eren unitats familiars. En el 19,9% dels habitatges hi vivien persones soles el 5,7% de les quals corresponia a persones de 65 anys o més que vivien soles. El nombre mitjà de persones vivint en cada habitatge era de 2,81 i el nombre mitjà de persones que vivien en cada família era de 3,2.
Per edats la població es repartia de la següent manera: un 26,9% tenia menys de 18 anys, un 10,5% entre 18 i 24, un 33,4% entre 25 i 44, un 20% de 45 a 60 i un 9,2% 65 anys o més.
L'edat mediana era de 33 anys. Per cada 100 dones de 18 o més anys hi havia 101,9 homes.
La renda mediana per habitatge era de 34.448 $ i la renda mediana per família de 37.969 $. Els homes tenien una renda mediana de 25.908 $ mentre que les dones 22.019 $. La renda per capita de la població era de 16.767 $. Entorn del 13,3% de les famílies i el 15% de la població estaven per davall del llindar de pobresa.

## Poblacions més properes
El següent diagrama mostra les poblacions més properes.